# Igersheim
Igersheim település Németországban, azon belül Baden-Württembergben. Lakosainak száma 5607 fő (2023. december 31.). Igersheim Weikersheim, Bad Mergentheim, Lauda-Königshofen, Bütthard, Riedenheim és Wittighausen községekkel határos.

## Népesség
A település népessége az elmúlt években az alábbi módon változott:
| Lakosok száma | 3132 | 3739 | 4154 | 4398 | 4674 | 5299 | 5565 | 5635 | 5504 | 5607 |
|               | 1961 | 1967 | 1974 | 1980 | 1987 | 1993 | 2000 | 2006 | 2013 | 2023 |